# Gérard Hausser
Gérard Hausser (født 28. oktober 1941 i Strasbourg, Frankrig) er en tidligere fransk fodboldspiller, der spillede som angriber. Han var på klubplan tilknyttet RC Strasbourg, FC Metz og ASPV Strasbourg i hjemlandet, samt tyske Karlsruhe. Med RC Strasbourg vandt han i 1966 pokalturneringen Coupe de France.
Hausser blev desuden noteret for 14 kampe og to scoringer for Frankrigs landshold. Han deltog ved VM i 1966 i England.

## Titler
Coupe de France
- 1966 med RC Strasbourg